# Furong Nongchang (bondby i Kina, Jiangxi Sheng, lat 29,86, long 116,48)
Furong Nongchang är en bondby i Kina. Den ligger i provinsen Jiangxi, i den sydöstra delen av landet, omkring 140 kilometer nordost om provinshuvudstaden Nanchang. Antalet invånare är 11 108. Befolkningen består av 75 351 kvinnor och 5 757 män. Barn under 15 år utgör 17,0 %, vuxna 15-64 år 74 %, och äldre över 65 år 8,0 %.
Runt Furong Nongchang är det tätbefolkat, med 257 invånare per kvadratkilometer. Närmaste större samhälle är Fuxing, 8,2 km nordväst om Furong Nongchang. Trakten runt Furong Nongchang består till största delen av jordbruksmark.
Genomsnittlig årsnederbörd är 2 323 millimeter. Den regnigaste månaden är maj, med i genomsnitt 364 mm nederbörd, och den torraste är oktober, med 68 mm nederbörd.